# Klaus Rost (Sportwissenschaftler)
Klaus Rost (* 20. Jahrhundert) ist ein deutscher Sportwissenschaftler.

## Leben
Rost promovierte 1974 an der Deutschen Hochschule für Körperkultur (DHfK) in Leipzig, der Titel seiner Dissertation lautete „Die Entwicklung eines Verfahrens zur Auswahl geeigneter junger Sportler für die Trainingszentren der Sportart Leichtathletik: ein Beitrag zur Vervollkommnung von Inhalt und Organisation der Auswahl für die 1. Förderstufe im DVfL der DDR auf Grundlage hypothetisch normierter, physischer und anthropometrischer Auswahlmerkmale“. 1983 schloss er seine Promotion B (Thema: „Zu Grundfragen der Erhöhung der Wirksamkeit des Anschlußtrainings im langfristigen Aufbau sportlicher Höchstleistungen“) ab.
Am Institut für Angewandte Trainingswissenschaft (IAT) war er wissenschaftlicher Mitarbeiter der Fachgruppe Trainingswissenschaft, dann Leiter der Fachgruppe Nachwuchsleistungssport sowie ab 2001 Stellvertreter von IAT-Direktor Arndt Pfützner.
Rosts Forschungsschwerpunkte waren der Nachwuchsleistungssport, Nachwuchsförderung und -entwicklung und in diesen Themengebieten unter anderem Aspekte der Talentsichtung und-auswahl, sportbetonte Schulen und der langfristige Leistungsaufbau.
Rost gehörte gemeinsam mit Dietrich Martin, Jürgen Nicolaus und Christine Ostrowski zu den Verfassern des 1999 erschienenen „Handbuchs Kinder- und Jugendtraining“.